# Pontische rododendron

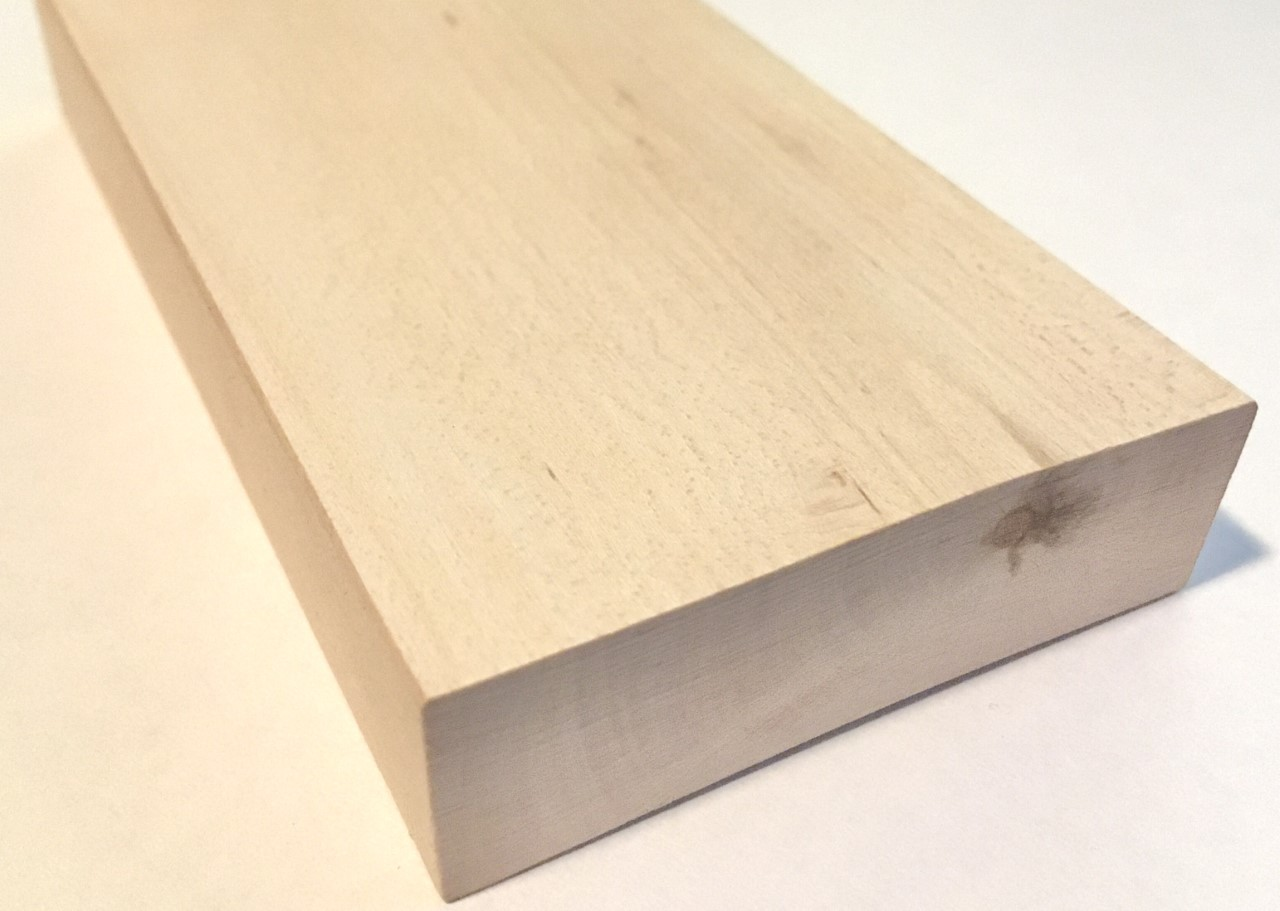
Hout

De Pontische rododendron (Rhododendron ponticum) is een plant uit de heidefamilie (Ericaceae) die van nature voorkomt in zuidelijk Europa en Anatolië. Hij wordt veel aangeplant vanwege de mooie bloemen. De struik verwildert gemakkelijk en wordt in West-Europa door sommigen gezien als een invasieve soort die de biodiversiteit verstoort. Hij plant zich voort door zaden en vegetatief door beworteling van de grond rakende takken. Alle delen van de plant, ook de nectar, zijn giftig.
Het is een groenblijvende struik met een hoogte van vier meter of meer. De plant heeft een bruinachtig grijze schors, die ingedeeld is in rechthoekige patronen.
De elliptische tot omgekeerd lancetvormige bladeren lijken op die van de laurier en worden maximaal 25 cm lang. Ze zijn leerachtig, de bovenzijde is glanzend en donkergroen, de onderzijde is lichter. 
Het hout is niet bijzonder opvallend of kenmerkend, maar fijn van structuur.

## Bloemen en vruchten
De struik bloeit voor het eerst als deze ongeveer twaalf jaar oud is. De bloemen zijn lichtroze tot paars met bruine vlekjes, klokvormig en hebben een doorsnede tot 7 cm. Er zijn tien lange, gebogen meeldraden en één stijl. De meestal kale kelk is 1-2 mm lang en heeft driehoekige slippen. De plant bloeit in mei en juni.
De plant draagt een bruine doosvrucht.

## Nectar
De nectar is giftig door erin voorkomende grayanotoxinen. Vergiftigingsverschijnselen treden op tot twee uur na het eten van de honing en uiten zich in tintelingen in vingers en tenen, hoofdpijn, misselijkheid, het afnemen van de hartslag tot vijftig slagen per minuut (bradycardie) en bij een ernstige vergiftiging zelfs tot bewusteloosheid.

## Ziekten
Het blad kan aangetast worden door bladvlekkenziekte, Cercospora handelii, waardoor bij een ernstige aantasting bladvergeling en vroegtijdige bladval kan optreden. Op de boven- en onderkant van het blad ontstaan bruine tot zwarte onregelmatige vlekken waar soms een roodachtige rand omheen zit. De schimmelsporen worden gevormd in juli tot en met oktober en worden onder vochtige omstandigheden verspreid. De schimmel overwintert op afgestorven blad. 

## Verspreiding
De soort is inheems in Anatolië  en Zuidoost-Europa. Daarnaast komt de soort verwilderd voor in Groot-Brittannië, Frankrijk, België en Nederland. De eerste keer dat de soort verwilderd aangetroffen werd, was in Groot-Brittannië in 1763. Daar is de verspreiding tevens het omvangrijkst en wordt de soort beschouwd als sterk invasief. In Nederland wordt de verspreiding niet bedreigend geacht, maar vanwege de situatie in Engeland nauwlettend in de gaten gehouden.